# ネフェリルカラー
ネフェリルカラー（ギリシャ文字表記: ΝεΦερχερης）は、古代エジプト第5王朝の3代ファラオである。ネフェリルカラーは先王サフラーとその妃、メレトネブティの子として生まれた。彼はラーネフェルAとも呼ばれ、彼の歿後はシェプセスカラーが王位を継いだとされるが、ネフェリルカラーの歿後はネフェルエフラー(ラーネフェルB)が王位に就き、その後シェプセスカラーが即位したという異説も存在する。

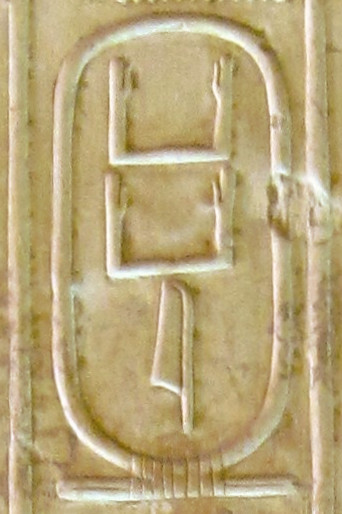
アビュドス王名表。誕生名「カカイ」が記されている

## 史料

### 同時代の史料
ネフェリルカラーについては、自分自身のピラミッドはもとより、彼と同時代の人物の墓でも言及されている。ネフェリルカラーは、ほぼ同時期のGiza writing boardにも登場する。これは、第5王朝後期または第6王朝初期までのファラオを6人ずつグループ化した短いリストであり、Mesdjerwという高官の墓で発見された。

### 王名表
彼は、古代エジプトの二つの王名表の一つに載っていることが確認されている。その一つとは、アビュドス王名表で、誕生名のカカイが28行目に記されている。もう一つの王名表であるトリノ王名表では、3列目の19行目にあると考えられているが、その部分は欠損しており確認することができない。

## 家族
- 配偶者:ケンタカウエス2世（英語版）
  - 子息:ネフェルエフラー
  - 子息:ニウセルラー

このほかにも、ネフェリルカラーには1人の配偶者がいた可能性がある。

## 統治

### 統治期間
マネトは、ネフェリルカラーに20年の治世を割り当てているが、現在見つかっている考古学的資料により、これは過大評価であることが分かっている。損傷したパレルモ石によれば、ネフェリルカラーは10 - 11年の治世であった。

### 治世
彼は王子時代、ラーネフェルと呼ばれていた。パレルモ石によると、ラーネフェルは父サフラーの死の翌日の9月28日に即位してファラオとなった。その後、彼は王としての最初の年に、神々に土地を与えた。太陽神ラーとハトホルという神には彼は210の毎日捧げる供え物が備わる供物テーブルを捧げた。そして治世10年目に自分自身の彫像を建て、自身の太陽神殿とその周辺にラーとホルスのためにbarquesを設置したという。しかしパレルモ石の記述はここで終わっており、これは石がネフェリルカラーの治世中に編集されたことを示唆している。
また、治世中はヌビアとの貿易関係があったことが知られている。

## ピラミッド
この時代はピラミッド建設より太陽神殿の建設の方が重要とされ、ピラミッドが衰退していったのだが、ネフェリルカラーはそうした第5王朝の王達の中で最大のピラミッド(階段ピラミッド)が建設された。大きさはメンカウラー王のピラミッドに等しい。所在地はメンフィスである。

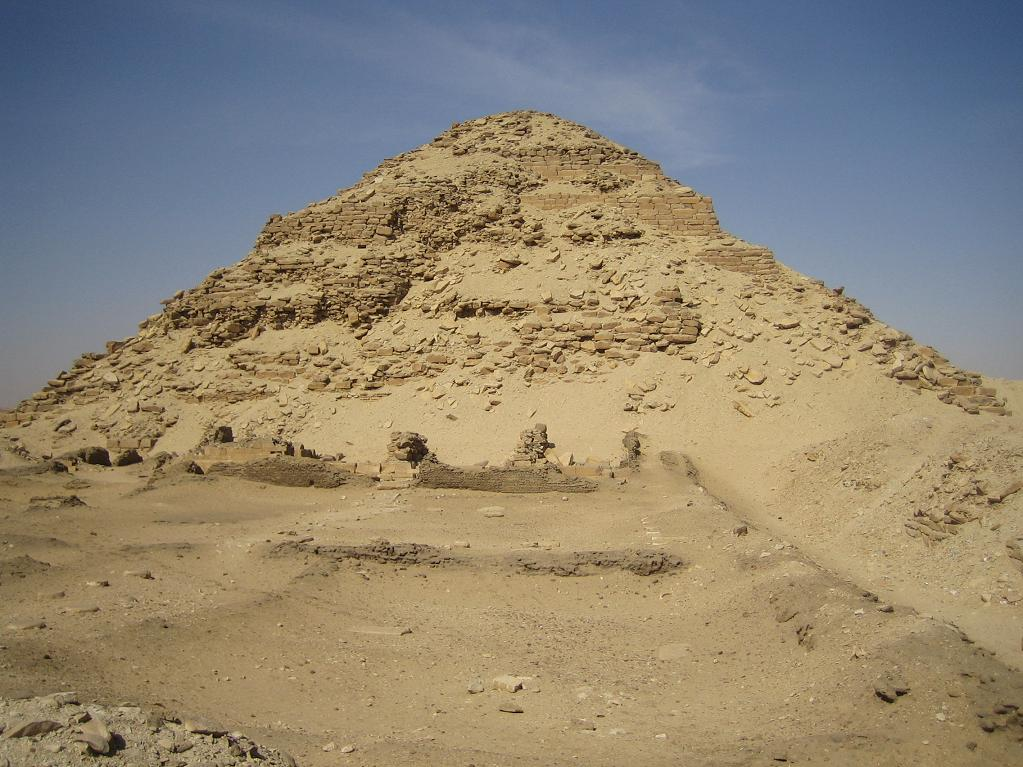
ネフェリルカラーのピラミッド。